# Alister McGrath

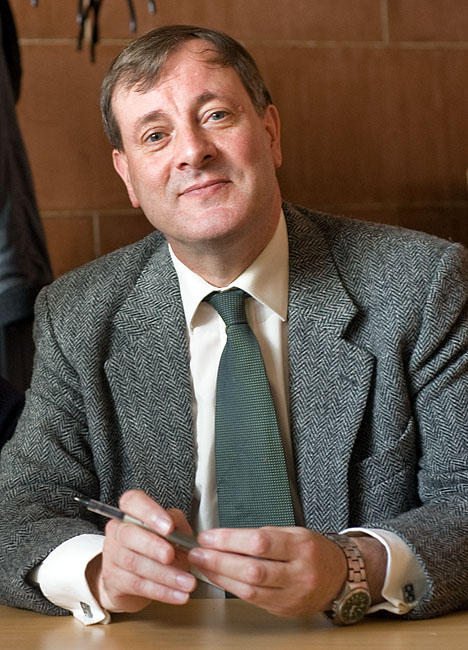
Alister McGrath

Alister E. McGrath (ur. 23 stycznia 1953) – brytyjski teolog protestancki oraz doktor biofizyki, profesor Uniwersytetu Oksfordzkiego, autor książki Bóg nie jest urojeniem. Złudzenie Dawkinsa. Wiodący intelektualista ewangelikalny.

## Wybrane publikacje
- Christianity's Dangerous Idea. The Protestant Revolution — A History from the Sixteenth Century to the Twenty-First (2007) ISBN 0-06-082213-9
- The Dawkins Delusion? (2007) ISBN 0-281-05927-6
- Dawkins' God. Genes, Memes, and the Meaning of Life (2005) ISBN 1-4051-2538-1 (polskie wydanie: Bóg Dawkinsa : Geny, memy i sens życia. Kraków: Wydawnictwo Uniwersytetu Jagiellońskiego, 2008. ISBN 978-83-233-2448-5. Brak numerów stron w książce)
- The Twilight of Atheism. The Rise and Fall of Disbelief in the Modern World (2004) ISBN 0-385-50061-0
- A Scientific Theology v. 3 (2003) ISBN 0-567-08349-7
- Knowing Christ (2002) ISBN 0-385-50316-4
- Christian Theology. An Introduction (2001) ISBN 0-631-22528-5
- The Christian Theology Reader (2001) ISBN 0-631-20637-X
- In the Beginning. The Story of the King James Bible and How It Changed a Nation, a Language,and a Culture (2001) ISBN 0-385-72216-8
- Glimpsing the Face of God. The Search for Meaning in the Universe (2001) ISBN 0-8028-3980-0
- T. F. Torrance. An Intellectual Biography (1999) ISBN 0-567-08683-6
- Historical Theology. An Introduction to the History of Christian Thought (1998) ISBN 0-631-20844-5
- Science and Religion. An Introduction (1998) ISBN 0-631-20842-9
- "I Believe". Exploring the Apostles' Creed (1998) ISBN 0-8308-1946-0
- A Passion for Truth. The Intellectual Coherence of Evangelicalism (1996) ISBN 0-8308-1866-9
- Intellectuals Don't Need God and Other Modern Myths (1993) ISBN 0-310-59091-4
- A Life of John Calvin (1993) ISBN 0-631-18947-5
- Understanding Doctrine (1992) ISBN 0-310-47951-7
- Bridge-Building. Effective Christian Apologetics (1992) ISBN 0-85110-969-1
- Understanding the Trinity (1988) ISBN 0-310-29680-3
- Iustitia Dei. A History of the Christian Doctrine of Justification (1986) ISBN 0-521-62426-6
- The Journey. A Pilgrim in the Lands of the Spirit (2000) ISBN 978-0-385-49588-2
- The Reenchantment of Nature. The Denial of Religion and the Ecological Crisis (2002) ISBN 978-0-385-50059-3
- The Open Secret: A New Vision for Natural Theology (2008) ISBN 978-1-4051-2691-5
- A Fine-Tuned Universe: The Quest for God in Science and Theology (2009) ISBN 0-664-23310-4
- Heresy: A History of Defending the Truth (2009) ISBN 978-0-06-082214-9
- Mere Theology: Christian Faith and the Discipleship of the Mind (2010) ISBN 0-281-06209-9
- Chosen Ones (Series: The Aedyn Chronicles Volume: 1) (2010) ISBN 0-310-71812-0
- Surprised by Meaning: Science, Faith, and How We Make Sense of Things (2011) ISBN 0-664-236-928
- Why God Won't Go Away: Engaging with the New Atheism (2011) ISBN 0-281-06387-7
- Flight of the Outcasts (Series: The Aedyn Chronicles Volume: 2) (2011) ISBN 0-310-71813-9
- Darkness Shall Fall (Series: The Aedyn Chronicles Volume: 3) (2011) ISBN 978-0-310-71814-7
- Reformation Thought: An Introduction (2012) ISBN 0-470-67281-1
- Darwinism and the Divine: Evolutionary Thought and Natural Theology (Oxford: Blackwell-Wiley, 2011). Zbiór wykładów wygłoszonych w ramach cyklu 'Hulsean Lectures' w 2009 na Uniwersytecie w Cambridge
- The Intellectual World of C. S. Lewis (2013) ISBN 978-0-470-67279-2
- C. S. Lewis- A Life: Eccentric Genius, Reluctant Prophet (2013)
- The Big Question: Why We Can’t Stop Talking About Science, Faith, and God (2015), St. Martin's Press, ISBN 978-1-250-07792-9
- A Theory of Everything (That Matters): A Short Guide to Einstein, Relativity and the Future of Faith (2019), Hodder & Stoughton, ISBN 978-1-529-37796-5